# Les Victimes (film)
Pour les articles homonymes, voir Les Victimes.
Pour plus de détails, voir Fiche technique et Distribution.
Les Victimes est un film policier français réalisé par Patrick Grandperret, sorti en 1996.

## Synopsis
Pierre, un éditeur, est amoureux d'une mystérieuse jeune femme, qui lui dit qu'elle est mariée à un architecte. Elle doit accompagner son mari au Maroc. Pierre fait en sorte de faire partie du voyage, mais se rend compte qu'elle n'est pas réellement celle qu'il croyait.

## Fiche technique
- Réalisation : Patrick Grandperret
- Photographie : Pierre David
- Scénario : Patrick Grandperret, Arlette Langmann d'après le roman de Pierre Boileau et Thomas Narcejac : Les Victimes
- Producteur : Alain Poiré
- Durée : 94 minutes
- Dates de sortie : 
  - France : 11 septembre 1996

## Distribution
- Jacques Dutronc : Bernard Jaillac
- Vincent Lindon : Pierre Duval
- Florence Thomassin : Manou
- Karin Viard : Claire
- Gérard Darmon : Bleche
- Cathy Capvert : La secrétaire de Pierre
- Mohamed Nesrate : Le réceptionniste
- Jean Luisi
- Isabelle Alexis